# 貝勒沃格
貝勒沃格（挪威語：Berlevåg）是挪威北部芬马克郡的市镇，行政中心为貝勒沃格村。市镇面積为1,121.78平方公里，2023年人口数量为908人。
該鎮在第二次世界大戰中曾被納粹德國佔領。